# Německo na Zimních olympijských hrách 1936
Německo na Zimních olympijských hrách v roce 1936 reprezentovala výprava 55 sportovců (48 mužů a 7 žen) v 8 sportech.

## Medailisté
| Medaile | Jméno                      | Sport           | Soutěž            |
| ------- | -------------------------- | --------------- | ----------------- |
| Zlato   | Franz Pfnür                | Alpské lyžování | Muži kombinace    |
| Zlato   | Christl Cranzová           | Alpské lyžování | Ženy kombinace    |
| Zlato   | Maxi Herberová Ernst Baier | Krasobruslení   | Sportovní dvojice |
| Stříbro | Gustav Lantschner          | Alpské lyžování | Muži kombinace    |
| Stříbro | Käthe Grasegger            | Alpské lyžování | Ženy kombinace    |
| Stříbro | Ernst Baier                | Krasobruslení   | Muži jednotlivci  |